# Estação Guaicaipuro
A Estação Guaicaipuro é uma das estações do Metrô de Los Teques, situada no município de Guaicaipuro, entre a Estação Alí Primera e a Estação Independencia. Administrada pela C. A. Metro Los Teques, faz parte da Linha 2.
Foi inaugurada em 11 de dezembro de 2012. Localiza-se no cruzamento da Rua Piar com a Rua Ribas.